# 大沼 (七飯町)

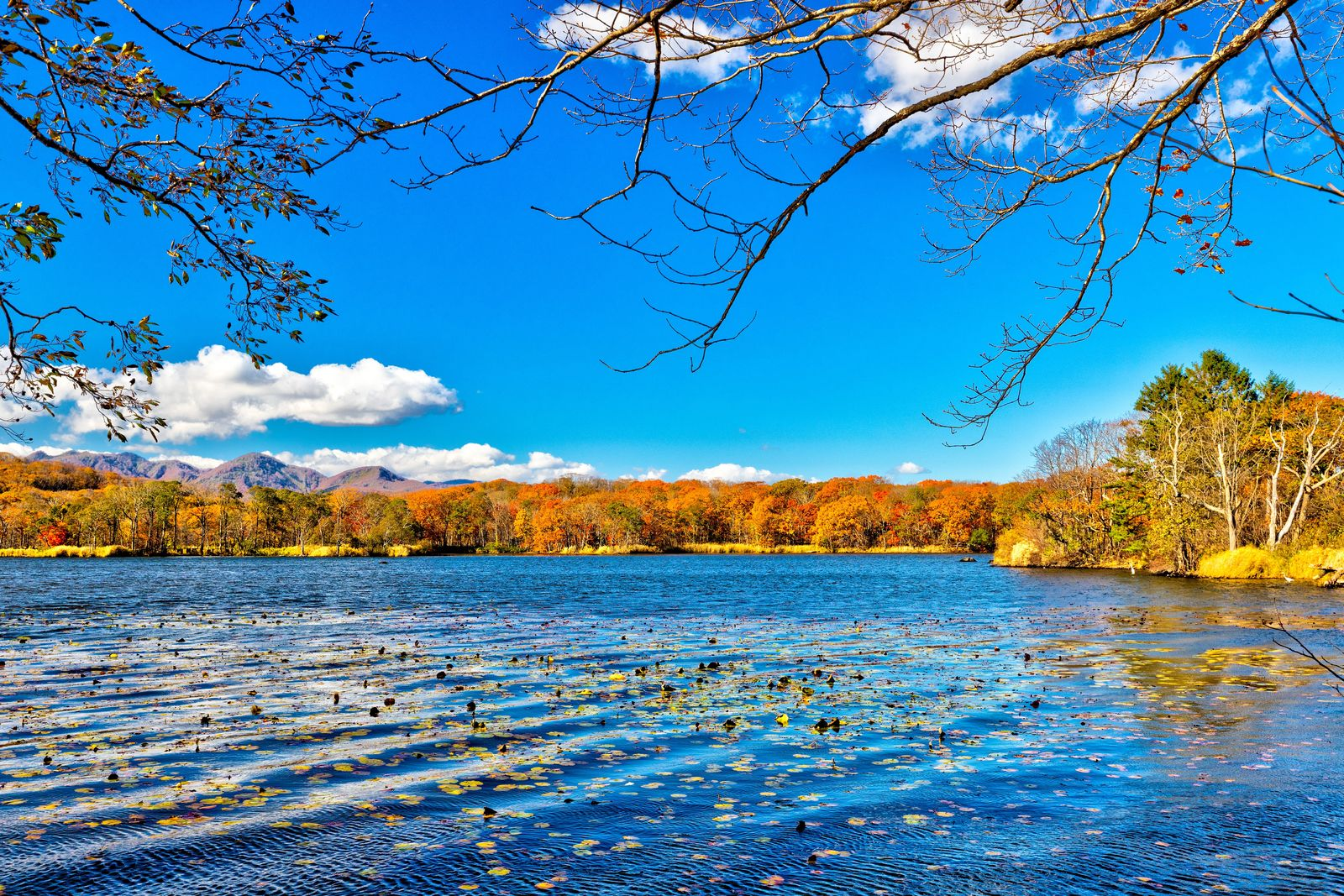
大沼 (2019年11月)

大沼位於北海道西南部渡島半島東側龜田郡七飯町，與大沼湖、駒岳火山被日本指定為大沼國定公園。在阿伊努語中稱大沼為poro-to，意思為「很大的湖泊」。
大沼面積達5.3平方公里、湖周長為26公里，湖邊擁有松葉植物、戚木、白樺木等多種植物，是北海道知名的紅葉名所，日本人會在秋天時來到附近的東大沼溫泉和流山溫泉泡湯並欣賞紅葉。
1640年駒岳火山爆發，造成部份山體結構崩塌，並改變了折戶川的路徑，形成堰塞湖；湖中的小島，約有一百廿六個左右，北海道旅客鐵道函館本線就在大沼湖上通過，並成為當地的特別景觀。
在1855年箱館（今天的函館）開港時，就開始有外國船員前來此遊玩，因此附近有許多西洋的建築。
1905年北海道廳將此地定為「廳定公園」；1915年成為新日本三景；1958年被指定為日本國定公園。